# Celsa Albert Batista
Celsa Albert Batista (nacida el 28 de julio de 1942) es una académica, escritora e historiadora negra dominicana. Escribió una de las principales obras sobre la esclavitud y es una de las pocas académicas que se han centrado en la identidad negra en la República Dominicana. Ampliamente reconocida por su trabajo, ha recibido la Medalla de Oro Pedro Henríquez Ureña del Gobierno de la República Dominicana, el Premio Internacional José Martí de la Organización de las Naciones Unidas para la Educación, la Ciencia y la Cultura (UNESCO), la Orden al Mérito de Duarte, Sánchez y Mella, entre otros honores.

## Primeros años de vida
Celsa Altagracia Albert Batista nació el 28 de julio de 1942 en Guaymate, un barrio de la provincia de La Romana, República Dominicana, hija de Rosa Batista y Charles Albert. Su madre era dominicana, de Santiago de los Caballeros, y su padre, un cocolo que emigró a la República Dominicana desde San Cristóbal y Nieves. Las condiciones en el barrio eran a menudo deplorables y las oportunidades educativas limitadas. Aunque fue difícil, Albert completó su educación primaria y secundaria, mientras trabajaba para ayudar a su familia a cubrir sus necesidades básicas tras la muerte de su padre.

## Carrera
En 1964, Albert empezó a trabajar como maestra de primaria en una escuela que fundó en La Romana, su provincia natal. La Escuela Nuestra Señora de La Altagracia atendía a alumnos de las zonas de bajos ingresos, donde ella había crecido. En paralelo cursó estudios universitarios, graduándose magna cum laude de licenciada en Educación en 1977, en la Universidad Pedro Henríquez Ureña. En 1979 dejó la docencia y se trasladó a Ciudad de México para matricularse en la Universidad Nacional Autónoma de México (UNAM) y ampliar su formación en el programa de Estudios Latinoamericanos. La tesis de maestría de Albert, titulada Las ideologías educativas de José Martí, se inspiró en los escritos de José Martí sobre el racismo y su grupo étnico. Sus propias experiencias al crecer como cocolo y la influencia de estudiar a Martí, la llevaron a centrarse en la historia afro-dominicana como eje de su beca.
Albert regresó a Santo Domingo y empezó a trabajar como directora curricular de ciencias sociales para el Ministerio de Educación. Simultáneamente, se incorporó a la facultad de Historia de la Universidad Católica Santo Domingo (UCSD) y siguió trabajando en diversos puestos del Ministerio de Educación, como directora de la División de Currículo General y Evaluación y, más tarde, directora de Cultura. En 1987 fue nombrada directora del Departamento de Historia de la UCSD, y en 1988 pasó a ser decana de la Facultad de Humanidades. Albert se convirtió en vicerrectora de la UCSD en 1989. Ella y otros académicos empezaron a cuestionar la historia oficial del país, que omitía las contribuciones de la población negra de la isla o, si las incluía, describía a los descendientes de africanos como personas de estatus inferior o subordinadas. Su primer libro, Los africanos y nuestra isla (Historia, cultura e identidad), se publicó en 1987. Dos años más tarde publicó Pulula: La poesía como reflejo de la historia y, en 1990, Mujer y esclavitud en Santo Domingo. Su tratamiento de las mujeres esclavizadas sigue siendo una de las "obras mayores" escritas sobre la esclavitud en la República Dominicana. Acuñó la expresión cimarronaje doméstico para referirse a las sirvientas que ayudaban a los esclavos que huían y cuestionó la idea de que no hubiera una historia de resistencia activa por parte de los esclavos en el país. La palabra cimarrón, que hace referencia a los esclavos huidos que vivían de forma independiente en enclaves.
Albert fundó el Instituto Dominicano de Estudios Africanos y Asiáticos "Sebastián Lemba" (Indeasel) en 1990. Como presidenta y directora ejecutiva de la organización, continuó simultáneamente su labor en el Ministerio de Educación y en la UCSD. En 1992, Albert publicó dos obras, Las ideas educativas de José Martí y el cuento La esclava Elena. Su publicación sobre Martí le valió la concesión del Premio Internacional José Martí de la UNESCO en 1995, creado ese año para conmemorar el centenario de la muerte de Martí. Ese mismo año, el Ministerio de Educación le concedió la Medalla de Oro Pedro Henríquez Ureña. En 1996, con motivo del Día Internacional de la Mujer, Albert fue condecorada con la Orden al Mérito de Duarte, Sánchez y Mella.
Albert regresó a México para doctorarse en Estudios Latinoamericanos por la UNAM en 1997. Regresó a la República Dominicana y, al jubilarse de su puesto en el gobierno, continuó enseñando historia en la UCSD. Simultáneamente fue coordinadora de posgrado de historia y geografía del Caribe y en la División de Educación Continua fue nombrada directora de proyectos de educación y cultura popular. Su cuento La esclava Elena fue adaptado como obra de teatro, Juan Pablo Duarte y las mujeres en la independencia nacional, en 2012. Albert ha impartido numerosas conferencias internacionales sobre la diáspora africana en América Latina. Sigue publicando sobre el tema, con ensayos y textos como República Dominicana: Primer País afrodescendiente de América (2014) y Diversidad e identidad en República Dominicana (2014). En 2013, una calle de la Plaza de la Cultura de Santo Domingo fue rebautizada en su honor.